# Limán del Dniéster
El limán del Dniéster (en ucraniano: Дністровський лиман; en rumano: limanul Nistrului) es un limán, formado en el punto en el que el río Dniéster desemboca en el mar Negro. Se encuentra en Ucrania, en la óblast de Odesa. La ciudad de Bílhorod-Dnistrovsky queda en su orilla occidental y Ovídiopol en la oriental. Shabo, situada corriente abajo de Bílhorod-Dnistrovsky, es conocida por su vino.
La superficie del limán varía entre los 360 y los 408 km², tiene 42,5 km de largo y tiene una anchura máxima de 12 km. La profundidad media es de 1,8 m, alcanzando en su punto máximo los 2,7 m.